# Kliplev Marked
Kliplev Marked (lokalt: ’’Kliple Mærken’’) er sandsynligvis Sønderjyllands ældste marked. Markedet drives hovedsageligt af lokale og frivillige kræfter, der i ugerne op til begivenheden omdanner pladsen ved Kliplev Hallen til et stort arrangement med telte og vogne, så de besøgende kan opleve kræmmermarked, hestemarked og tivoli. Dertil kommer optræden af en række tilrejsende orkestre, musikere og entertainere (herunder tryllekunstnere) samt lokalområdets gymnastikhold. Kræmmermarkedet rummer ca. 250 standpladser, der som regel fyldes op hvert år. 

## Markedets historie
I fordums tid var Hærvejen en vigtig hovedfærdselsåre i Jylland, der gik fra Limfjorden til Wedel ved Elben og Hamborg. Undervejs passerede vejen også Kliplev, hvor de mange rejsende gjorde holdt med deres kreaturer, og der blev skabt grobund for værtshuse og et kvægmarked. Også helgen- og relikviedyrkelsen blev vigtig for Kliplev gennem pilgrimsrejserne på Hærvejen, særligt en helgen benævnt Skt. Hjælper fik en central rolle i forhold til det dengang fremtidige Kliplev Marked. Han omtales adskillige steder i Danmark allerede i 1440, og indtil 1710 fandtes et billede af ham i Kliplevs gamle valfartskirke. Såvel for pilgrimmene som hos de lokale handelsfolk og adelsmænd blev Skt. Hjælper en skytshelgen, der ligeledes havde status som beskytter af firbenede væsner, herunder kvæg og får. To gange om året blev der til hans fejring afholdt holdt korsmesser hvor også handelsfolk strømmede til. Da Reformationen indtraf i Danmark, fortsatte markedet, nu blev det blot afholdt på andre tider af året. 
De nye tidspunkter på året blev håndhævet med autoritet fra kongemagtens side, idet der ligeledes var Hanved Marked og Tønder Marked at tage hensyn til. Søgaards godsejer blev i 1650 truet med bøde, hvis ikke han sørgede for at komme handelen udenfor for de officielle markedsdage til livs. Samme dekret udstedte godsejer Frederik Ahlefeldt i 1688, men da Ahlefeldt-slægten gik konkurs i 1725, slækkede man efterfølgende på tidsreglerne, hvilket resulterede i mere ulovlig handel udenfor Kliplev Marked. Det blev den pietistiske Kong Christian 6. for meget, og han beordrede i 1744 at Søgaard Gods fik bragt det til standsning under passionsugen ellers ville de miste al kongelig nåde. Det lykkedes tilsyneladende præsterne at få overbevist kongen om at ulovlighederne var standset for markedet fik lov at fortsætte og i en skriftlig kilde fra 1745 siger:
Kvægmarkedet i Kliplev er det fornemste og considerableste (mest anseelige) som findes i Kongelig Majestæts riger og lande, hvorfor det for undersåtterne næsten kan gælde for et omslag. 
Som årene gik, kom der flere og flere handelsfolk og ikke mindst kræmmere forbi Kliplev Marked, og i 1812 foreslog man en udvidelse af markedet. Myndighedernes modstand mod et egentlig kræmmerhandel, var dog fortsat stor. Efter danskernes tab af Sønderjylland i 1864, pålagde de preussiske myndigheder i 1877 en afgift på 10 pfennig på hver handlet okse, og man nedlagde totalt forbud på handel med kræmmervarer, trods store lokale protester. Forbuddet kunne dog ikke holde spirende marked tilbage, der i stigende grad var præget af druk, gøgl, musik og danseunderholdning, forruden selve kreatur- og kræmmerhandelen.
Fra og med 1901 ændrede kreaturtransporten sig, idet preusserne anlagde Sønderborgbanen, som kreaturerne kunne transporteres på. Det ændrede dog ikke på at Kliplev Marked nu havde fået sig etableret som marked. 

## Kliplev Marked i nyere tid
Den lokale idrætsforening havde i 1968 brug for nye og bedre idrætsfaciliteter, og da man i andre byer havde erfaring med at holde byfester for samle penge sammen til idrætsformål, besluttede man at give det på det tidspunkt beskedne Kliplev Marked en saltvandsindsprøjtning. En markedskomité blev nedsat, og man fik tilladelse fra Landbrugsministeriet til afholde et hestemarked hvert år d. 2. lørdag i juni måned. I 1971 havde man skrabet nok penge sammen til, at Lundtofthallen kunne opføres vha. lokal arbejdskraft fra bl.a. Kliplev. Markedet fortsatte nu i et højere gear end tidligere, og der blev oprettet en fond i 1984, ”Støttefonden af 1984”, som den dag i dag støtter almene kulturelle aktiviteter i Gl. Kliplev Sogn. To senere skabtes også en revy, men den er i dag lukket ned. 
I forbindelse med 50-års-jubilæet for ”det nyere” Kliplev Marked besluttede man at udskrive en konkurrence om et logo til markedet, og en lokal mand fra Kliplev ved navn Søren Frederiksen vandt i marts 2019 konkurrencen. 
- Kliplevhallen
- Udstilling på egnsmuseet Straagaards Smedje i Kliplev
- Udstilling på egnsmuseet Straagaards Smedje